# Magdeburger Hochzeit

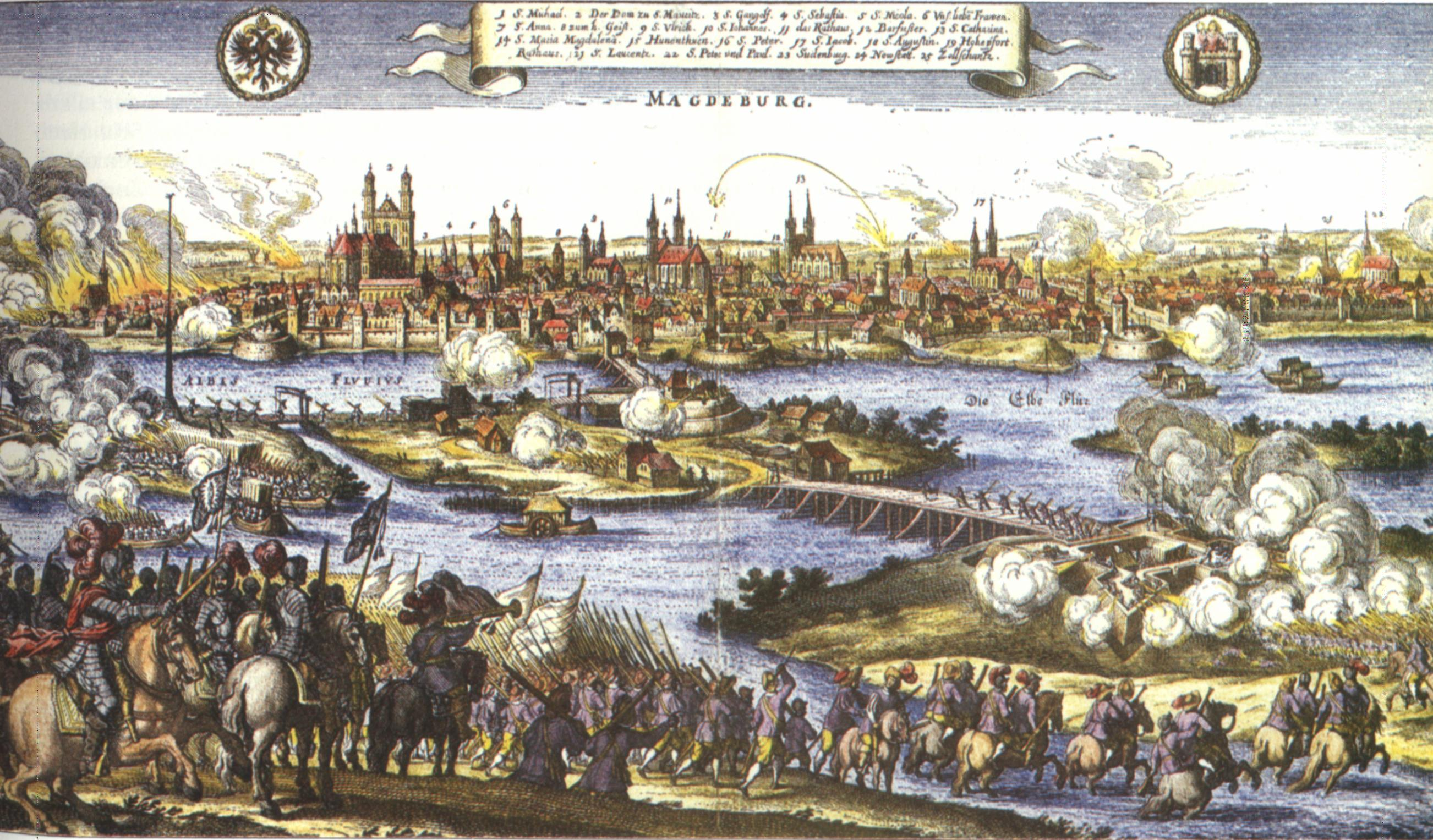
Sturm auf Magdeburg

Die Magdeburger Hochzeit (auch Bluthochzeit oder Magdeburgs Opfergang) bezeichnet die Eroberung und vollständige Verwüstung der Stadt Magdeburg am 10. Maijul. / 20. Mai 1631greg. durch kaiserliche Truppen unter Tilly und Pappenheim im Verlauf des Dreißigjährigen Krieges.
Die sarkastische Bezeichnung „Magdeburger Hochzeit“ wurde schon unmittelbar danach geprägt und soll die erzwungene Vermählung zwischen dem Kaiser und der Jungfrau Magdeburg beschreiben, die auf dem Wappenschild der Stadt abgebildet ist, welche sich schon über 100 Jahre lang gegen Zahlungen an den Kaiser gewehrt hatte. Nach der zeitgenössischen Chronik Theatrum Europaeum ist der Begriff auf Tilly selbst zurückzuführen:
Darauff ist es an ein fressen unnd sauffen gangen / welches drey gantzer Tag nach einander gewähret / und also die Magdeburgische Hochzeit / wie sie vom Tylli genennet / celebriret worden

## Vorgeschichte
Zur Zeit der Reformation wurde Magdeburg eine Hochburg des Protestantismus, nicht zuletzt weil der Magdeburger Erzbischof Albrecht von Brandenburg einen regen Ablasshandel betrieb und dadurch den Unmut der Bürger auf sich zog. In seinem Auftrag reiste der Dominikaner Tetzel als Ablassprediger durch die Lande. 1517 leitete Luther mit seinen hierdurch motivierten 95 Thesen die Reformation ein. Die Stadt Magdeburg, Kathedralsitz des Erzbistums und Hauptstadt des Erzstifts, darüber hinaus eine reiche Handelsstadt mit vielen wohlhabenden Fernhändlern, bekannte sich schon 1524 zu dieser und trat 1531 dem Schmalkaldischen Bund bei. Nach dem Tod Kardinal Albrechts 1545 wurde der Magdeburger Dom für 20 Jahre geschlossen, 1567 wurde er von den Protestanten übernommen, wie alle anderen Kirchen der Stadt auch.
Magdeburg entwickelte sich im Laufe der Jahre zum Zentrum des Widerstandes gegen die Rekatholisierung. In „Unsers Herrgotts Kanzlei“ versammelten sich Gelehrte, die vor katholischen Truppen im Schmalkaldischen Krieg aus Wittenberg geflohen waren, und verfassten antikatholische Schriften. Von 1547 bis 1562 stand Magdeburg daher unter Reichsacht. Nach der Verweigerung der Anerkennung des Augsburger Interims hielt Magdeburg, genannt die „Heilige Wehrstadt des Protestantismus“, 1550/51 einer mehr als einjährigen Belagerung durch kaiserliche Truppen unter den protestantischen Fürsten Moritz von Sachsen und Albrecht Alcibiades von Brandenburg-Kulmbach stand. Nachdem Moritz von Sachsen durch geheime Zusagen an den Magistrat Magdeburgs die kampflose Kapitulation der belagerten Stadt erreicht hatte, wandte er sich jedoch gegen den Kaiser und verbündete sich mit dessen Feinden.

## Magdeburg im Dreißigjährigen Krieg

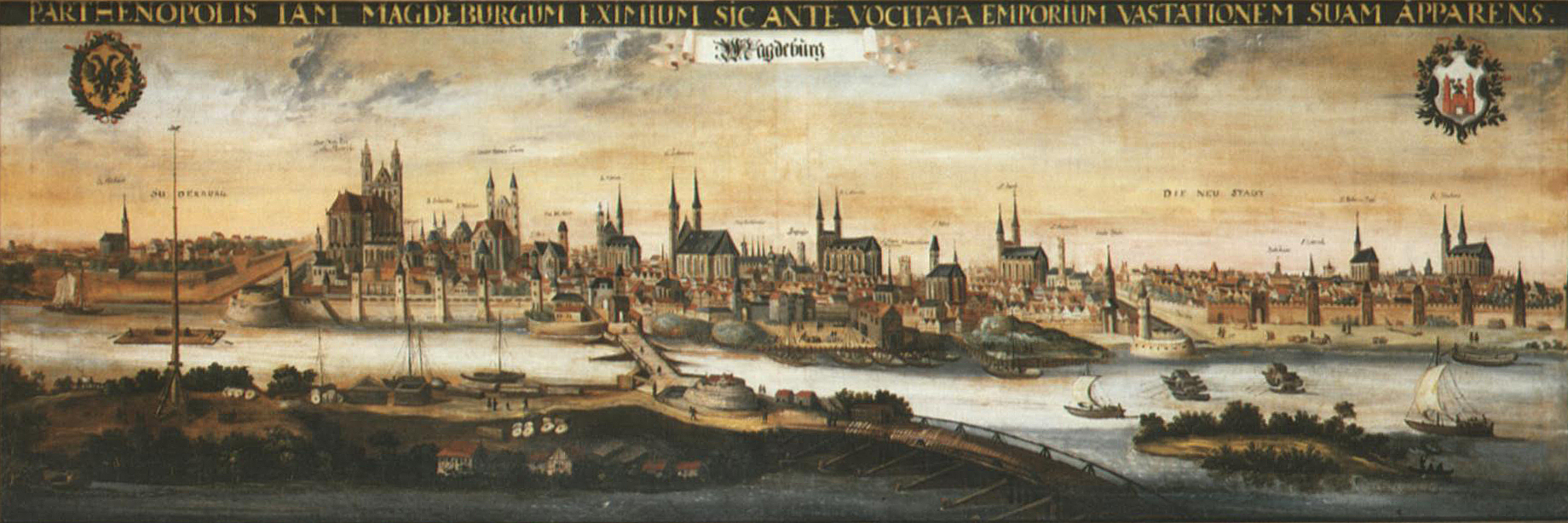
Die reiche Handelsstadt Magdeburg um 1600. Gemälde nach einem Stich von Jan van de Velde (1569–1629).

Der Dreißigjährige Krieg begann 1618 mit dem Ständeaufstand in Böhmen, nach dessen Niederschlagung das Land durch Kaiser Ferdinand II. gewaltsam rekatholisiert wurde; glaubensflüchtige Exulanten gelangten auch nach Magdeburg. Um 1623 begann die Stadt mit der Rüstung zu Verteidigungszwecken, allerdings versuchte der Rat der Stadt, sich aus kriegerischen Handlungen herauszuhalten. Dänemark und einige wenige protestantische Fürsten zogen gegen den Kaiser in den Krieg, aber die größten protestantischen Mächte in Deutschland, Sachsen und Brandenburg, hielten sich neutral. 1625 trafen erstmals kaiserliche Truppen in Magdeburg ein. In der Folge besetzte der kaiserliche General Wallenstein ganz Norddeutschland bis an die dänische und polnische Grenze und vertrieb die Dänen aus dem Reich.
1626, lange vor dem Erlass des Restitutionsedikts von 1629, gab Kaiser Ferdinand II. bereits das – 1601 verlassene – Magdeburger Kloster Unser Lieben Frauen dem Prämonstratenserorden zurück; eifernde Mönche zogen in die erzlutherische Stadt ein. 1628 wurden die protestantischen Mecklenburger Herzöge vertrieben und Wallenstein annektierte das Land für sich. Mit dem Restitutionsedikt von 1629 beschlossen die katholischen Reichsfürsten, dass alle seit 1555 säkularisierten Kirchengüter in Deutschland an die katholische Kirche herauszugeben seien, darunter auch das Erzstift Magdeburg und das Hochstift Halberstadt, die der Kaiser – nebst anderen – seinem jüngeren Sohn Leopold Wilhelm zu übergeben plante.

Stadtwappen mit der Jungfrau von Magdeburg

In dieser Zeit gab es, wie in vielen großen protestantischen Reichsstädten, auch in Magdeburg drei Parteien: Die wohlhabende Oberschicht war furchtsam und kaisertreu, die Mehrheit des Rates und ein Teil der Bürgerschaft wünschte, „die Gerechtsame der Stadt zu verteidigen, aber auch die Majestät nicht zu provozieren... die dritte ging aufs Ganze im Widerstand, hoffte erst, sich an die Dänen, dann, als die Dänen ausfielen, sich an die Niederländer und Schweden zu halten. Sie war die Mehrheit der Bürger, nach Köpfen gezählt: die Fischer, die Schiffer, die Handwerker, die Sackträger: ‚der Pöbel‘. Erregte Geistliche führten ihr Wort.“ (Golo Mann). Der alte Rat wurde abgesetzt und ein neuer gewählt, die Radikalen bekamen die Oberhand.
1629 führte der Krieg zu zunehmenden wirtschaftlichen Problemen. Wallenstein ließ die Stadt von August bis Oktober durch kaiserliche Truppen unter Aldringen belagern, da sie sich weigerte, einen Tribut von 150.000 Talern zu zahlen, zog die Truppen dann aber ab, weil er sie anderswo benötigte. Bereits im Sommer 1630 schloss die strategisch wichtige Elbfestung – als einzige Stadt nach Stralsund – ein Bündnis mit dem schwedischen König Gustav Adolf, als er mit seinen Truppen noch an der pommerschen Küste lagerte. Bald trafen erste schwedische Soldaten in der Stadt ein, darunter im November 1630 der Offizier Dietrich von Falkenberg, getarnt als Schiffer. Gustav Adolf versprach Magdeburg Schutz vor den kaiserlichen Truppen. Falkenberg übernahm die Festungskommandantur und bereitete die Stadtverteidigung vor. Es wurden neue Söldner angeworben, die Vorstädte befestigt und äußere Verteidigungsanlagen angelegt, wie schon zuvor in Stralsund. Allerdings mangelte es an Geld und Kämpfern. Die Unterstützung in der Bevölkerung war eher zurückhaltend, da ein Großteil bereits kriegsmüde war. Es gab jedoch auch eine pro-schwedische Partei, die vor allem von fanatischen lutherischen Geistlichen dominiert wurde. Seit Ende November lagen kaiserliche Truppen unter Pappenheim vor der Stadt.

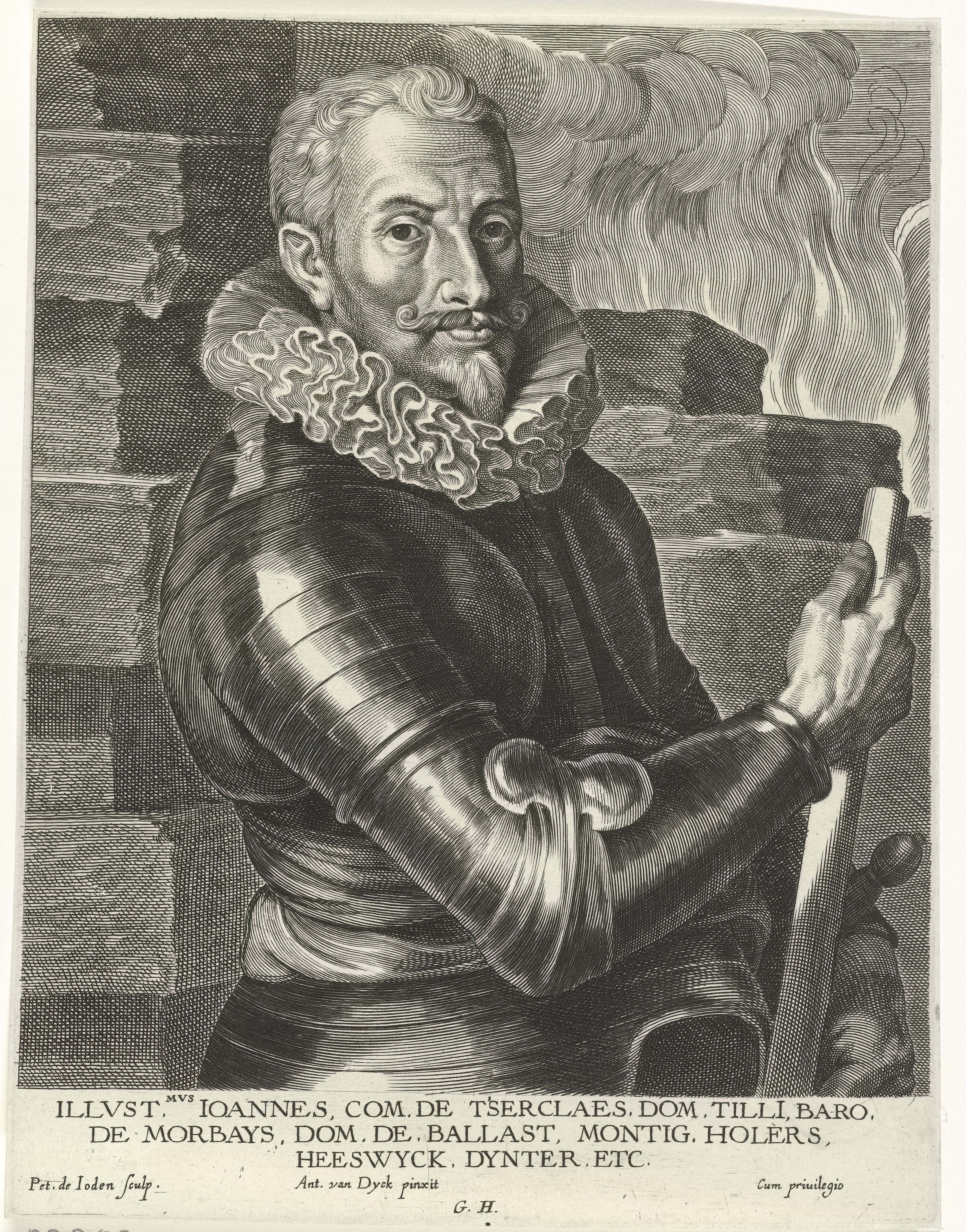
General Tilly (1559–1632)

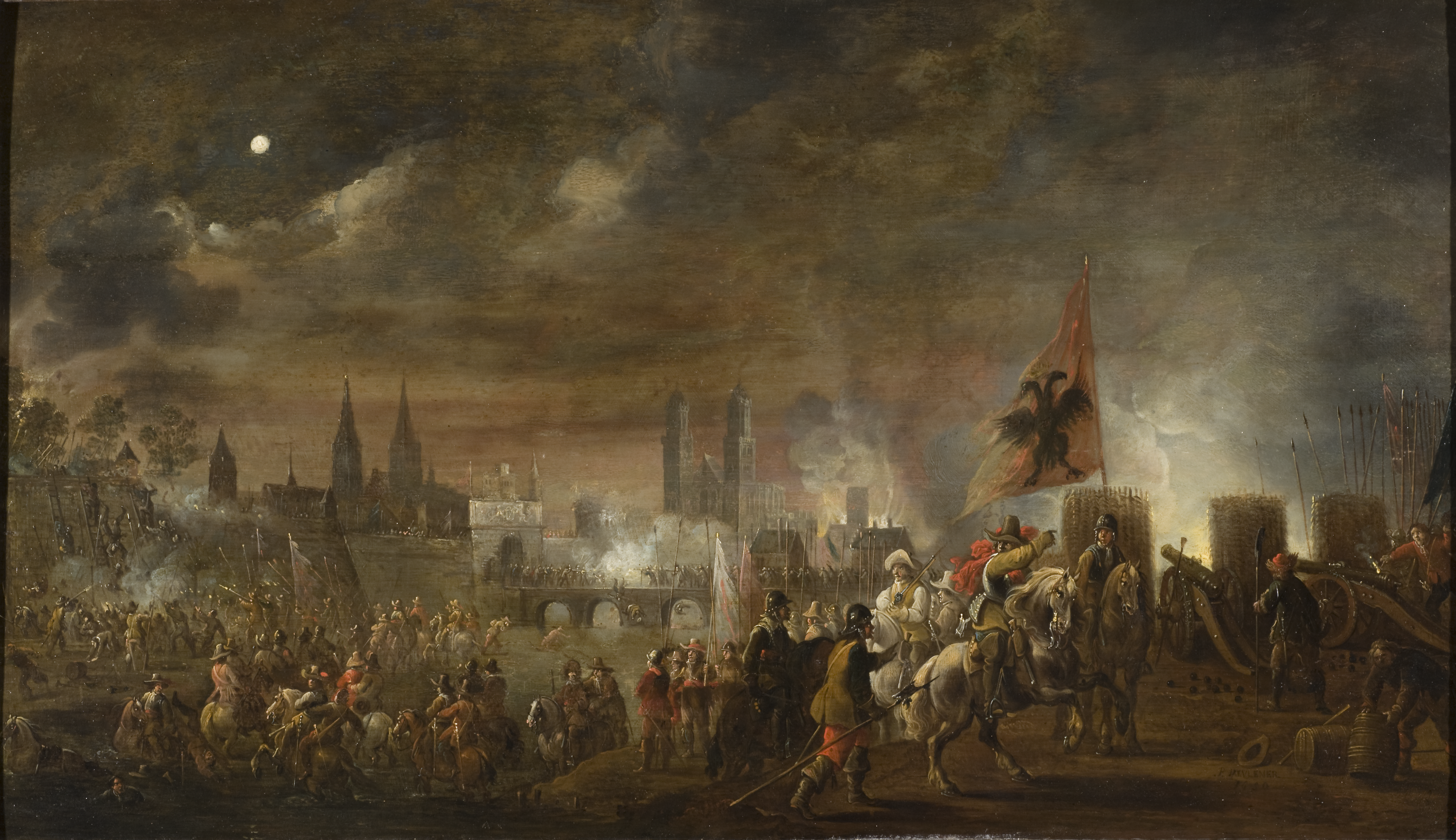
Die Belagerung der Stadt (Gemälde von 1650)

König Gustav Adolf besetzte nach seiner Landung auf Usedom und dem Abschluss eines auf den 10. Juli 1630 zurückdatierten Bündnisvertrages mit Herzog Bogislaw XIV. von Pommern – dem ersten mit einem Reichsstand überhaupt – im Herbst weite Teile Pommerns und Mecklenburgs. Der alte bayerische General Tilly, der mittlerweile Wallenstein im Oberkommando der Kaiserlichen abgelöst hatte, zog ihm im Januar 1631 bis Neubrandenburg entgegen. Der König stieß nun von Stettin entlang der Oder bis Frankfurt vor, um die Kaiserlichen von Magdeburg wegzulocken, Tilly zog ihm bis Brandenburg an der Havel entgegen, ließ aber mehr als die Hälfte seiner Truppen bei Magdeburg stehen. Der König zog mit einem Teil seiner Truppen nach Berlin und deckte mit dem Rest die Oder. Am kaiserlichen Hof in Wien befürchtete man bereits einen Vorstoß der Schweden über Schlesien nach Böhmen, oder – wenn die Festung Magdeburg nicht genommen würde – über Dresden entlang der Elbe nach Prag. Tilly versammelte daher ab März 1631 um Magdeburg rund 30.000 Mann mit 85 Geschützen: „Ist die Oder verloren, so bleibt, die Elbe zu sichern durch Wegnahme der großen Mittelfestung, auf welche alle Protestanten mit Hoffnung und Bangen blicken.“
Am 21. April und 23. April wurden auf Falkenbergs Befehl hin die Vorstädte Neustadt und Sudenburg geräumt und zerstört, nachdem sie – nach dem Übersetzen von Tillys Truppen auf die linke Elbseite – nicht mehr zu halten waren. Die Ruinen wurden besetzt, die Belagerung verschärft. So fielen unter anderem die südöstlich der Stadt gelegenen Schanzen Trutz Pappenheim, Magdeburger Succurs und Trutz Tilly an die Kaiserlichen. In Magdeburg stellte sich ein Mangel an Pulver ein.
Am 24. April forderte Tilly in drei Schreiben Falkenberg und den Rat auf, die Stadt zu übergeben. Der Rat äußerte am 30. April den Wunsch, unter Vermittlung der Hansestädte sowie der Kurfürsten von Sachsen und Brandenburg Verhandlungen aufzunehmen. Tilly wurde gebeten, den Abgesandten die erforderlichen Pässe auszustellen. Zunächst willigte Tilly ein, rückte jedoch später wieder davon ab, da er befürchtete, es handele sich nur um ein Zeitschinden, um den Schweden das Heranrücken zu ermöglichen. Er befahl ein starkes Bombardement der Stadt. Am 4. Mai forderte der kaiserliche General erneut die Kapitulation. Ab dem 10./20. Mai 1631 belagerten rund 26.800 kaiserliche Soldaten die Festung. Am 18. Mai forderte Tilly letztmals die freiwillige Übergabe. Die Bürgerschaft der Stadt wurde in den Häusern der Viertelsherren zwecks Beratung über Unterhandlungen zusammengerufen. Die schwedische Partei sprach sich strikt gegen Verhandlungen aus. Man hoffte auf das Heranrücken schwedischer Truppen unter Gustav Adolf. Da diese aber nach der Eroberung von Frankfurt an der Oder in desolatem Zustand und schwer in ihrer Pflicht zu halten waren, lehnte der König es ab, mit unterlegenen Kräften den Vorstoß auf Magdeburg zu wagen.

## Magdeburger Hochzeit
Am 20. Mai setzte um 7 Uhr erstes schweres Geschützfeuer auf die Altstadt und umliegende Dörfer ein. Der Sturm auf die Stadt sollte um 6:30 Uhr von allen Seiten erfolgen. Tilly verschob jedoch den Angriff um eine Stunde, ohne dass Pappenheim davon in Kenntnis gesetzt wurde. Ab 9 Uhr rückten alle kaiserlichen Truppen dann vor. In der gleichzeitig abgehaltenen Ratsversammlung sprachen sich die städtischen Behörden für eine Kapitulation aus. Falkenberg, unterstützt durch die Geistlichkeit und die radikalen Schweden-Anhänger, hielt dagegen und kündigte das baldige Anrücken schwedischer Truppen an. Während seiner bereits eine Stunde andauernden Rede wurde das Heranrücken des Feindes zum Sturm auf die Stadt gemeldet; Falkenberg setzte die Rede jedoch fort. Nachdem der Türmer der Johanniskirche Sturm geblasen hatte, verließ der Ratsmann Otto Gerike die Sitzung, um sich vom Stand der Dinge zu überzeugen. Bereits in der Fischerstraße traf er auf plündernde feindliche Kroaten. Er kehrte in den Rat zurück und teilte das Eindringen des Feindes in die Stadt mit. Falkenberg ritt zum Regiment des Oberstleutnant Trost und führte dieses in den Kampf. An einer Stelle gelang es, die Eindringlinge zurückzuschlagen. An der Hohen Pforte (heute Neustädter Straße) wurde Falkenberg schließlich von einer Kugel tödlich getroffen.

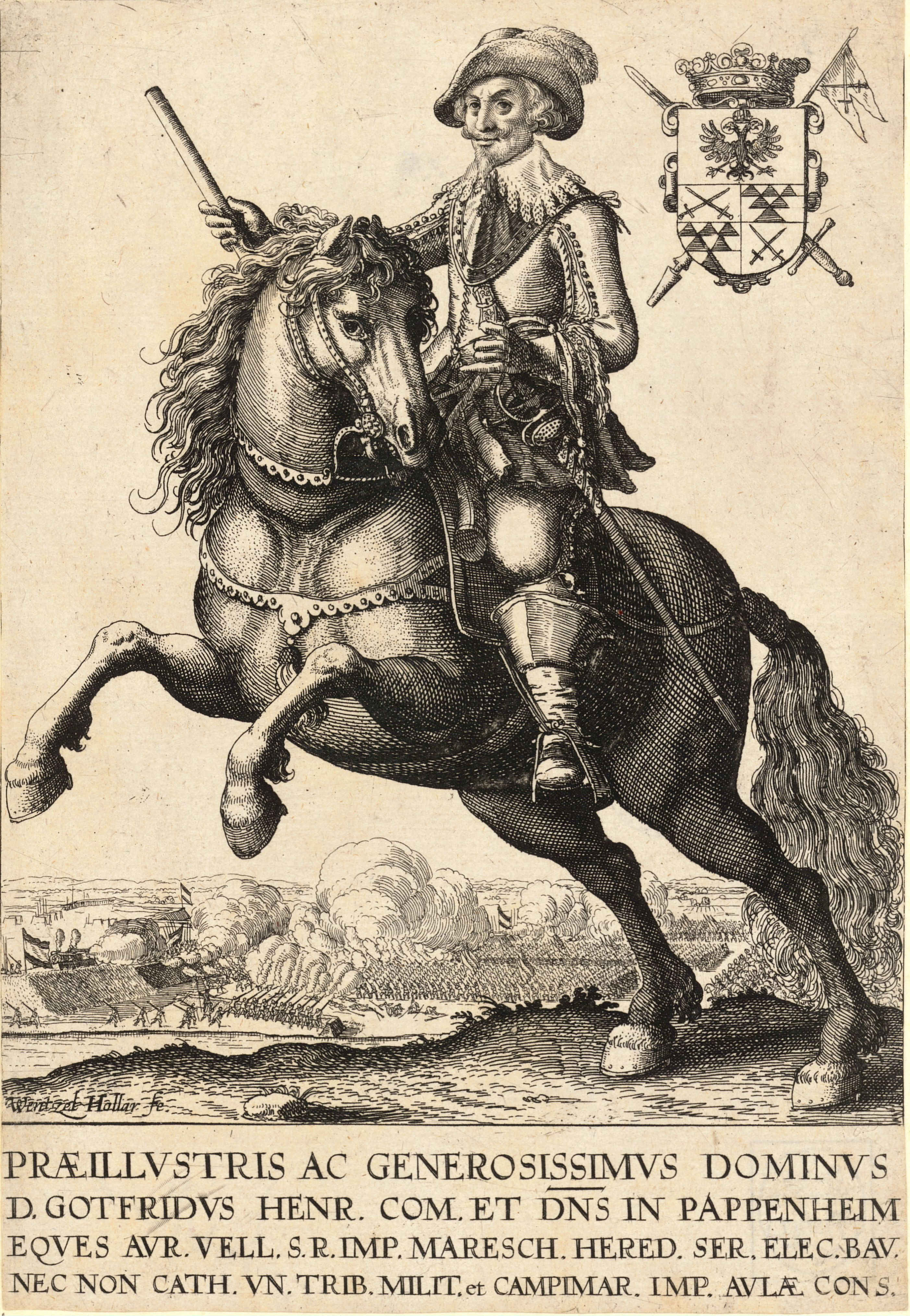
General Pappenheim (1594–1632)

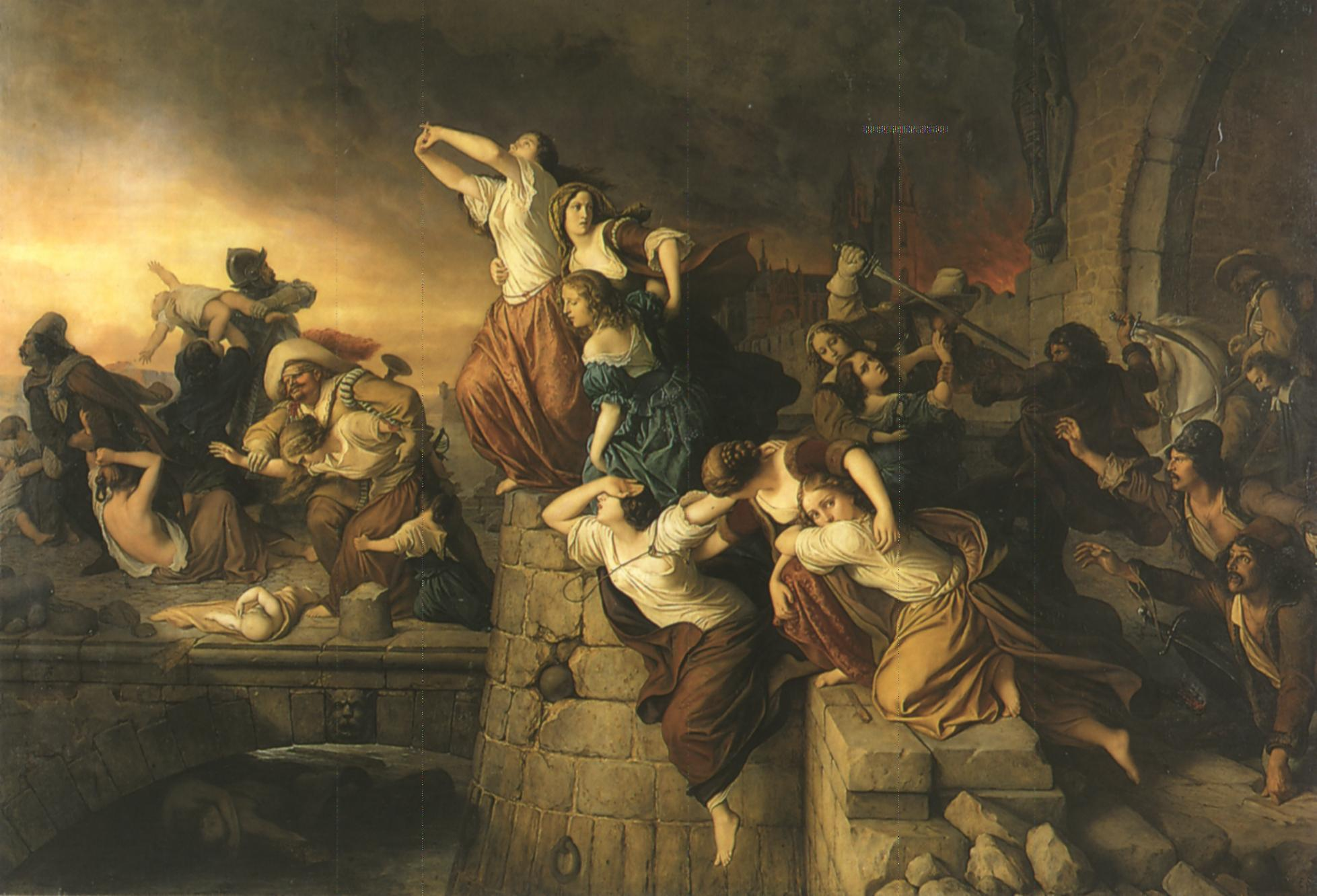
Die Plünderung Magdeburgs (Die Magdeburger Jungfrauen), Historiengemälde von Eduard Steinbrück, 1866

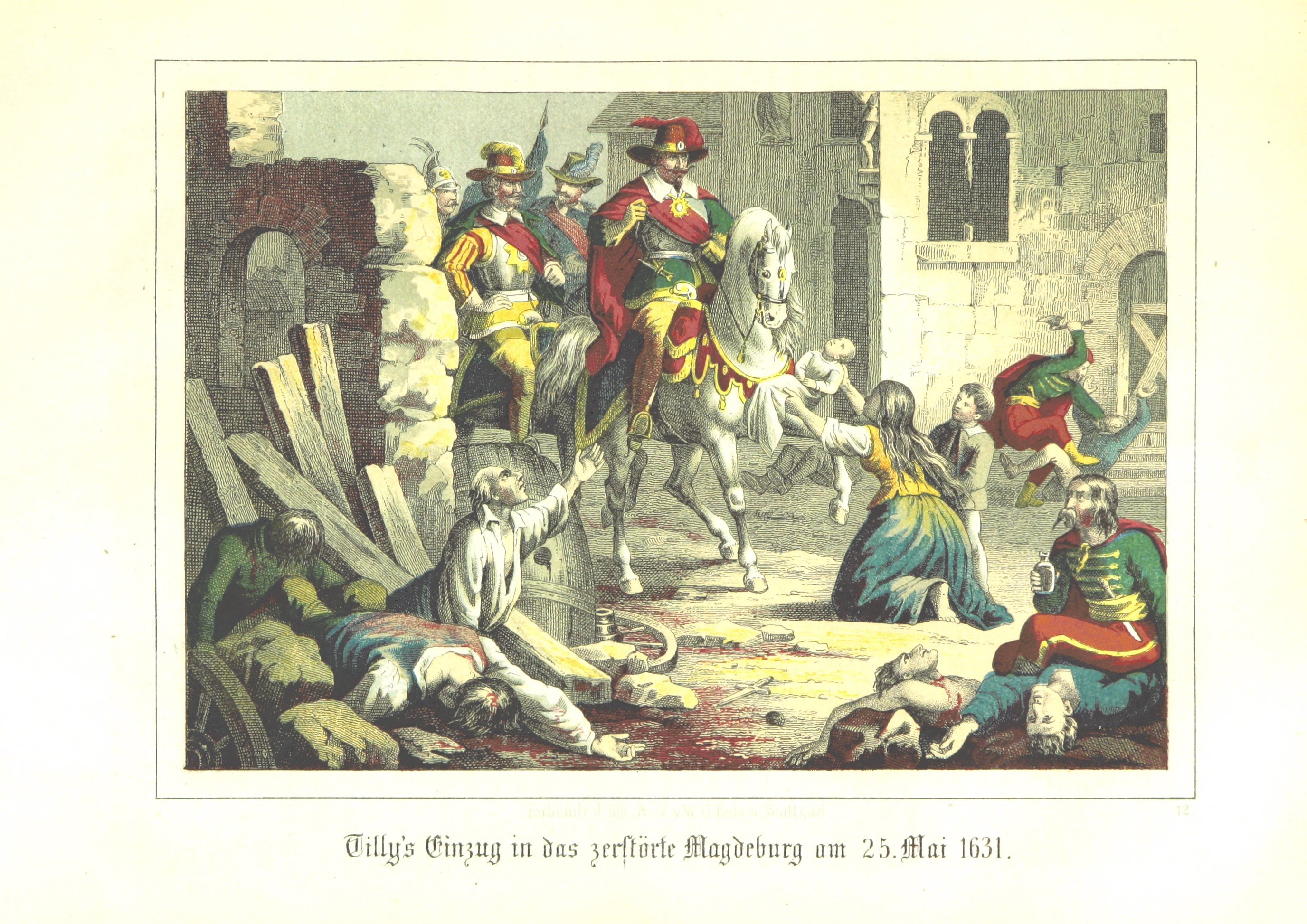
Tillys Einzug in das zerstörte Magdeburg

Schon im Laufe des Vormittags kam es zu Bränden, die nachmittags verheerende Ausmaße annahmen. In der späteren Geschichtsforschung wurden gelegentlich Vermutungen laut, Falkenberg habe, um die wichtige Stadt dem stark überlegenen Feind nur als Ruine zu hinterlassen, das Legen von Bränden veranlasst. Den Kaiserlichen galten die widerspenstigen Magdeburger Bürger als vogelfrei; die nie besoldeten und daher hemmungslos plündernden Landsknechte kümmerten sich nicht um die Feinheiten politischer Einstellungen der verschiedenen Parteien. Alle Häuser wurden ausgeraubt, die Frauen vergewaltigt, Tausende von Einwohnern ohne Rücksicht auf Alter oder Geschlecht totgeschlagen – was zwar nach Reichsrecht bei Todesstrafe verboten war, aber weder von der Soldateska noch von ihren Truppenführern beachtet wurde, wobei besonders die Truppen Pappenheims wüteten. Die Gräueltaten waren so zahlreich und in ihrer Ausführung so entsetzlich, dass sogar einige Angehörige der Kaiserlichen Armee darüber erschrockene Berichte verfassten.

„Dann das Pappenheimische Volck / wie auch die Wallonen / so am aller Unchristlichen ärger als Türcken gewütet / keinem leichtlich Quartier gegeben / sondern haben mit nidergehawen / beydes der Weiber und kleinen Kinder / auch schwanger Weiber in Häusern und Kirchen / ingleichen an Geistlichen Personen also tyrranisiret und gewütet / dz auch viel von dem andern Tyllischen Volck selber ein Abschew darvor gehabt.“

Reiche Bürger konnten sich bei kaiserlichen Soldaten freikaufen und unter deren Schutz die Stadt verlassen. Die in der ganzen Stadt lodernden Brände forderten noch weitaus mehr Todesopfer, am Ende waren etwa zwei Drittel der Bevölkerung tot. Beide Seiten beschuldigten sich anschließend gegenseitig, das Feuer gelegt zu haben.
Die Kriegshandlungen und Plünderungen zogen sich noch über mehrere Tage hin, bis sie auf Tillys Befehl am 24. Mai eingestellt wurden. Zwischen 2000 und 4000 Menschen fanden Zuflucht im Magdeburger Dom. Für die kaiserlichen Soldaten blieb der Dom tabu, denn die einstige und künftige erzbischöfliche Kathedralkirche durfte Tilly nicht zerstören, ebenso wenig das Prämonstratenserkloster. Über die Rettung der Geflüchteten wird folgende Geschichte überliefert, die auch Legende sein könnte: Als Tilly zwei Tage nach der Schlacht den Dom öffnete, fiel der evangelische Domprediger Reinhard Bake vor ihm auf die Knie und trug in lateinischer Sprache einen abgewandelten Vers Vergils über die Zerstörung Trojas vor, worauf Tilly die Bürger verschonte:
| Venit summa dies, et ineluctabile fatum Magd’burgo! Fuimus Troes, fuit Ilium et ingens gloria Parthenopes! | „Gekommen ist der äußerste Tag und das unabwendbare Schicksal für Magdeburg! Gewesen sind wir Troer, gewesen ist Ilion und der strahlende Ruhm der jungfräulichen Stadt!“ |

„In die Thumbkirchen haben sich in tausend Menschen an Weibern Jungfrauen und Kindern doch wenig Bürgern und etlichen Soldaten verirret / und drey ganzer Tag lang ohn essen und trincken darin auffgehalten / denen hat der Graff von Tylli nachmals den 12. May [julianischer Kalender] durch 2. Trommelschläger Quartier auffgerufen / ihnen Commißbrodt auftheilen / die Bürger und Mannspersonen absonderlich in den Bischoffs Hof führen / und welche gesund oder vom Lande waren / die Thumbkirch wider zu reinigen unnd zu säubern herauß nehmen lassen. Als auch D. Back und seine Collegen für der Kirchen ihm einen Fußfall gethan / hat er sie neben ire Weibern und Kindern in die Mühlen Vogthey bringen / und ihnen etwas Speiß / doch schlecht genug / geben lassen.“

Am Tag nach der Eroberung schrieb der kaiserliche General Pappenheim: „Ich halt, es seyen über zwaintzig Tausent Seelen darüber gegangen. Es ist gewiß, seyd der Zerstörung Jerusalem, kein grewlicher Werck und Straff Gottes gesehen worden. All unser Soldaten seind reich geworden. Gott mit uns.“
Am 25. Mai fand im Magdeburger Dom eine Heilige Messe, der erste katholische Gottesdienst seit der Reformation, im Beisein von Tilly statt. Papst Urban VIII. verfasste am 24. Juni ein Schreiben, in dem er seine Freude über die „Vernichtung des Ketzernestes“ zum Ausdruck brachte.

## Folgen für Magdeburg

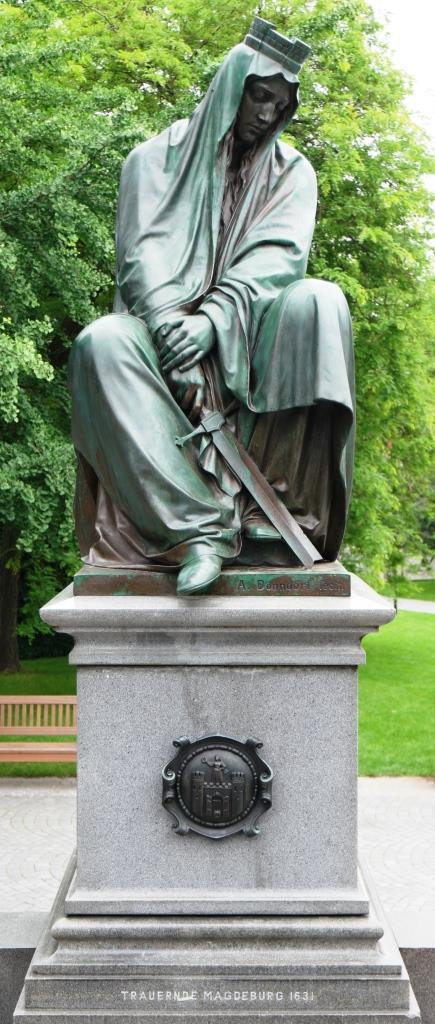
Allegorie Die trauernde Magdeburg; Teil des Lutherdenkmals in Worms

Durch die Kriegshandlungen vom 20. Mai 1631 starben rund 20.000 Magdeburger Bürger. Die „Magdeburger Hochzeit“ gilt als das größte und schlimmste Massaker während des Dreißigjährigen Krieges, das in ganz Europa Entsetzen hervorrief. Es hieß, die Taten und der Schrecken seien in ihrer Entsetzlichkeit „nicht in Worte zu fassen und nicht mit Tränen zu beweinen“. Die meisten der Überlebenden mussten die Stadt verlassen, da ihnen auf Grund der Zerstörungen die Lebensgrundlage genommen war. Seuchen, die in der Folge auftraten, forderten weitere Todesopfer. Am 9. Mai 1631 hatte Magdeburg noch rund 35.000 Einwohner, 1639 waren es nur noch 450. Die Stadt, vor dem Krieg eine der bedeutendsten in Deutschland, verlor schlagartig ihren Einfluss und wurde in ihrer Entwicklung um mehrere Jahrhunderte zurückgeworfen. Erst im 19. Jahrhundert erreichte und überschritt Magdeburg wieder die alte Einwohnerzahl.
Nach der Zerstörung Magdeburgs war lange Zeit der Begriff „magdeburgisieren“ als Synonym für „völlig zerstören, auslöschen“ oder als Sinnbild für „größtmöglichen Schrecken“ in die deutsche Sprache eingegangen.

## Folgen für das politische und militärische Kriegsgeschehen
Nach Golo Mann hat Tilly „Magdeburg haben wollen, zur Lehre für alle Rebellen und als festen Punkt in Deutschlands Mitte; die lebende Stadt, nicht den Haufen von Trümmern und Leichen. Er kann für den Brand nichts, wie immer der geschehen sein möge.“ Er verstand es auch nicht, seinen Sieg zu nutzen. Er hielt sich zunächst unschlüssig in der Nähe des toten Magdeburg, zur Verzweiflung Pappenheims. Weder wagte er nun, König Gustav Adolf zu verfolgen, der ihn in unwirtliches, ausgesogenes Land, in uneinnehmbare Stellungen und Fallen am Oderstrom gezogen hätte, noch gegen den Kurfürsten von Sachsen zu ziehen, der offiziell noch neutral war und den Tillys Landesherr Maximilian von Bayern keinesfalls in Gustav Adolfs Arme treiben wollte. Endlich zog er – eher aus Verlegenheit – gegen den Landgrafen von Hessen-Kassel, kehrte aber bald wieder zurück. Er wagte jedoch nicht den Angriff auf das schwedische Lager bei Werben an der Elbe, sondern fiel stattdessen im September – gegen den ausdrücklichen Willen des Kaisers und Bayerns – in Sachsen ein und nahm Merseburg sowie Leipzig. Damit bewirkte Tilly ein schwedisch-sächsisches Bündnis, dem er bereits am 17. September 1631 in der Schlacht bei Breitenfeld unterlag, wobei er seine gesamte Artillerie verlor. Die Schweden zogen über Thüringen weiter nach Franken und Bayern, die Sachsen fielen in Böhmen ein. Erst nachdem Tilly wieder durch Wallenstein abgelöst war, besetzten Anfang 1632 erneut kaiserliche Truppen die Stadt Magdeburg. Im April 1632 fand Tilly in der Schlacht bei Rain am Lech den Tod und im November 1632 in der Schlacht bei Lützen sowohl Pappenheim als auch König Gustav Adolf.
Das Erzstift Magdeburg erhielt vorübergehend nochmals einen katholischen Fürstbischof, nämlich den Kaisersohn Erzherzog Leopold Wilhelm, ohne dass aber die Bevölkerung sich zur Konversion zwingen ließ. Im Prager Frieden überließ der Kaiser zur Versöhnung mit Kursachsen das Erzstift dem bereits 1628 zum Administrator gewählten Herzog August von Sachsen-Weißenfels. Das verarmte Land mit seiner ruinierten Metropole hatte in den Verhandlungen zum Westfälischen Frieden ab 1645 eine so geschwächte Position, dass es 1648 schließlich als erbliches Herzogtum Magdeburg dem Kurfürstentum Brandenburg zugesprochen wurde. Diese Bestimmung trat jedoch erst nach dem Tod von Herzog August als letztem Administrator im Jahre 1680 in Kraft. Reste katholischen Lebens in Gestalt einiger Klöster blieben auch nach dem Dreißigjährigen Krieg bestehen.

## Datumsangabe
Zu jener Zeit nutzten die Kriegsparteien verschiedene Kalendersysteme. Während die katholischen Truppen den neuen gregorianischen Kalender nutzten, lehnten die protestantischen Magdeburger diesen noch ab und nutzten den alten Julianischen Kalender. Aus diesem Grunde berichten verschiedene Quellen von verschiedenen Daten, 20. Mai (gregorianisch) oder 10. Mai (julianisch).

## Rezeption

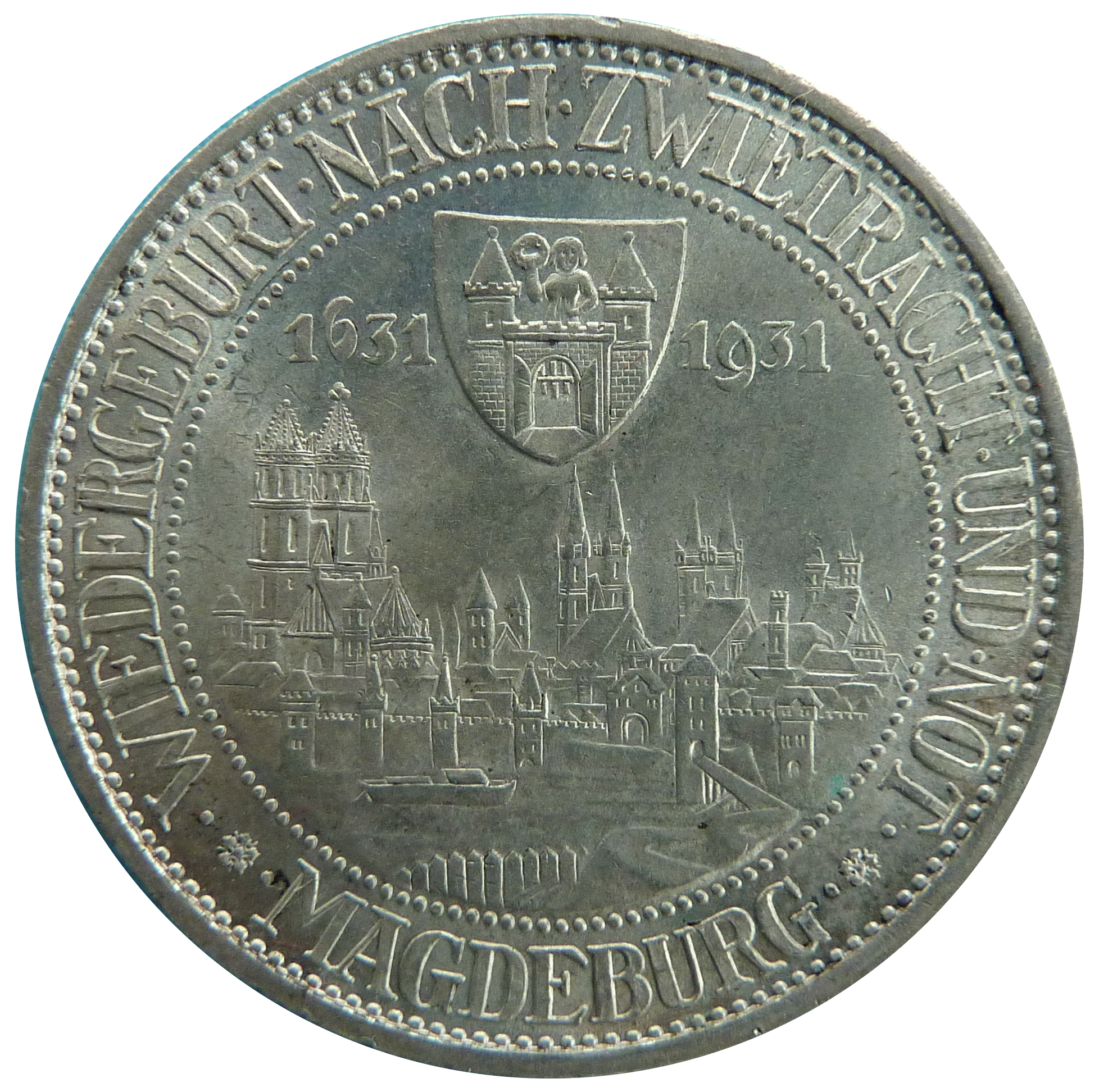
Gedenkmünze von 1931

- Johann Wolfgang Goethe rezipierte die Ereignisse 1798 in seinem Gedicht Die Zerstörung Magdeburgs.
- Friedrich Schiller beschreibt die Plünderung und Verwüstung Magdeburgs eindringlich in Geschichte des Dreißigjährigen Krieges (1790), Erster Theil Zweites Buch.
- In der Oper Der Freischütz (1821) von Carl Maria von Weber betont der Schurke Kaspar, er sei als junger Soldat beim Magdeburger Tanz dabei gewesen.
- A. von Tromlitz behandelt die Ereignisse in seinem vierbändigen „historisch-romantischen Gemälde aus den Zeiten des dreißigjährigen Krieges“ Die Pappenheimer (1829; 1. Teil: Die Berennung Magdeburgs, 2. Teil: Die Zerstörung Magdeburgs) sowie in der Novelle Das Asyl am Kynast (1830).
- Anlässlich des 300. Jahrestags wurde 1931 eine offizielle Gedenkmünze der Weimarer Republik zu 3 Reichsmark mit einer Ansicht Magdeburgs und der Inschrift Wiedergeburt nach Zwietracht und Not herausgegeben. Der Entwurf stammt von Maximilian Dasio, die Auflage betrug 100.000 Stück.[14]
- Gertrud von le Fort veröffentlichte 1938 den Roman Die Magdeburgische Hochzeit.
- In Bertolt Brechts Stück Mutter Courage ist die Eroberung Magdeburgs eine wichtige Szene.
- Die deutsche Pagan-Metalband Helrunar verarbeitet die Ereignisse in ihrem 2015 erschienenen Song Magdeburg brennt.[15]
- Ebenfalls im Jahr 2015 behandelte die Folk-Rock-Band Vogelfrey die Magdeburger Hochzeit in ihrem Stück Bluthochzeit.[16]

#### Sekundärliteratur, zeitlich geordnet
- Jan N. Lorenzen: 1631 – Die Zerstörung Magdeburgs. In: ders.: Die großen Schlachten. Mythen, Menschen, Schicksale. Campus, Frankfurt am Main 2006. S. 55–100, ISBN 3-593-38122-2.
- Michael Kaiser: Die ‚Magdeburgische‘ Hochzeit (1631). Gewaltphänomene im Dreissigjährigen Krieg, in: Eva Labouvie (Hrsg.): Leben in der Stadt. Eine Kultur- und Geschlechtergeschichte Magdeburgs, Böhlau, Köln / Weimar / Wien 2004, ISBN 978-3-412-07804-1, S. 195–213.
- Hans-Christian Huf: Mit Gottes Segen in die Hölle. Der Dreißigjährige Krieg. List, Berlin 2004, ISBN 3-548-60500-1.
- Helmut Ausmus, Manfred Wille: 1200 Jahre Magdeburg – von der Kaiserpfalz zur Landeshauptstadt (4 Bände), Scriptum, Magdeburg 2000. Band 1, S. 518–561, ISBN 3-933046-15-7.
- Matthias Puhle: „… gantz verheeret!“ Magdeburg und der Dreißigjährige Krieg. Mitteldeutscher Verlag, Halle (Saale) 1998, ISBN 3-932776-62-3.
- Michael Kaiser: „Excidium Magdeburgense.“ Beobachtungen zur Wahrnehmung und Darstellung von Gewalt im Dreißigjährigen Krieg, in: Markus Meumann, Dirk Niefanger (Hrsg.): Ein Schauplatz herber Angst. Wahrnehmung und Darstellung von Gewalt im 17. Jahrhundert, Wallstein, Göttingen 1997, ISBN 3-89244-234-7, S. 43–64.
- Günter Barudio: Magdeburgs Tragödie. In ders.: Der Teutsche Krieg. 1618–1648. Fischer, Frankfurt am Main 1985, S. 363–372, ISBN 3-10-004206-9.

#### Belletristik
- Gertrud von le Fort: Die Magdeburgische Hochzeit, Insel Verlag 1938.
- Manfred Köppe: Auch noch diese Stunde. Eine Guericke-Novelle. Stekovics, Halle an der Saale 2003, ISBN 3-89923-045-0.